# Poetyka opisowa
Poetyka opisowa – dziedzina poetyki wyodrębniająca i szeregująca kategorie morfologiczne dzieła literackiego zarówno w zakresie form stylistyczno-językowych, jak i kompozycyjno-tematycznych.